# Кубок мира по лёгкой атлетике 2006
10-й Кубок мира по лёгкой атлетике прошёл 16—17 сентября 2006 года на Олимпийском стадионе в Афинах, столице Греции. В турнире приняли участие по 9 команд среди мужчин и женщин: 5 сборных континентов и 4 сильнейшие страны. На протяжении двух дней участники боролись за командную победу по итогам 20 легкоатлетических дисциплин.
К участию в Кубке мира 2006 года были допущены по 9 мужских и женских команд:
- Греция (страна-хозяйка)
- США
- По 2 лучшие сборные по итогам Кубка Европы 2006 года ( Франция и  Россия у мужчин,  Россия и  Польша у женщин)
- 5 сборных континентов: Азия, Америка, Африка, Европа, Океания

В программе турнира дебютировал женский бег на 3000 метров с препятствиями. Таким образом, в 2006 году количество мужских и женских дисциплин на Кубке мира впервые сравнялось.

## Формат
В каждой из проводимых дисциплин выступал один человек от команды. Команда-победитель определялась по наибольшей набранной сумме очков. Очки начислялись следующим образомː за победу в дисциплине — 9 очков, 2-е место — 8 очков, 3-е место — 7 очков, 4-е — 6 очков, 5-е — 5 очков, 6-е — 4 очка, 7-е — 3 очка, 8-е — 2 очка, 9-е — 1 очко. Дисквалифицированные, сошедшие с дистанции, а также не имевшие зачётных попыток участники не получали ни одного очка.

## Соревнования
Второй раз подряд австралиец Крейг Моттрам выиграл бег на 3000 метров на Кубке мира. Он единственный смог со старта поддержать темп олимпийского чемпиона и многократного чемпиона мира Кененисы Бекеле из Эфиопии, а на заключительном километре оторвался и финишировал первым с комфортным преимуществом. Его результат 7.32,19 стал новым рекордом Океании.
Американка Саня Ричардс выиграла две дистанции, 200 и 400 метров. В беге на 1 круг она показала 48,70 — 16-е время в мировой истории, лучший результат в этой дисциплине за последние 10 лет, а также новый рекорд США.

## Командное первенство
Мужская сборная Европы выиграла Кубок мира во второй раз в истории (впервые это произошло в 1981 году). Российские женщины стали обладателями главного трофея во второй раз подряд.
| Место | Команда | Очки |
| ----- | ------- | ---- |
| 1     | Европа  | 140  |
| 2     | США     | 136  |
| 3     | Африка  | 116  |
| 4     | Азия    | 110  |
| 5     | Америка | 104  |
| 6     | Россия  | 89   |
| 7     | Франция | 79   |
| 8     | Океания | 78   |
| 9     | Греция  | 44   |

| Место | Команда | Очки  |
| ----- | ------- | ----- |
| 1     | Россия  | 137   |
| 2     | Европа  | 128   |
| 3     | Америка | 117   |
| 4     | США     | 101,5 |
| 5     | Польша  | 97    |
| 6     | Африка  | 96,5  |
| 7     | Азия    | 85,5  |
| 8     | Океания | 73    |
| 9     | Греция  | 63,5  |

## Результаты

### Сильнейшие в отдельных видах — мужчины
Сокращения: WR — мировой рекорд | AR — рекорд континента | NR — национальный рекорд | CR — рекорд Кубка мира

| Дисциплина                          | 1-е место                                                          | 1-е место          | 2-е место                                                          | 2-е место          | 3-е место                                                         | 3-е место          |
| ----------------------------------- | ------------------------------------------------------------------ | ------------------ | ------------------------------------------------------------------ | ------------------ | ----------------------------------------------------------------- | ------------------ |
| 100 м (ветер: +1,1 м/с)             | Тайсон Гэй США                                                     | 9,88               | Фрэнсис Обиквелу Европа/Португалия                                 | 10,09              | Марк Бёрнс Америка/Тринидад и Тобаго                              | 10,14              |
| 200 м (ветер: +0,1 м/с)             | Уоллас Спирмон США                                                 | 19,87 CR           | Усэйн Болт Америка/Ямайка                                          | 19,96              | Синго Суэцугу Азия/Япония                                         | 20,30              |
| 400 м                               | Лашон Мерритт США                                                  | 44,54              | Гари Кикая Африка/ДР Конго                                         | 44,66              | Димитриос Регас Греция                                            | 45,11 NR           |
| 800 м                               | Юсуф Саад Камель Азия/Бахрейн                                      | 1.44,98            | Брам Сом Европа/Нидерланды                                         | 1.45,13            | Мбулаени Мулаудзи Африка/ЮАР                                      | 1.45,14            |
| 1500 м                              | Алекс Кипчирчир Африка/Кения                                       | 3.52,60            | Иван Гешко Европа/Украина                                          | 3.53,33            | Ник Уиллис Океания/Новая Зеландия                                 | 3.54,76            |
| 3000 м                              | Крейг Моттрам Океания/Австралия                                    | 7.32,19 AR CR      | Кенениса Бекеле Африка/Эфиопия                                     | 7.36,25            | Дрисс Маазузи Франция                                             | 7.47,80            |
| 5000 м                              | Саиф Саид Шахин Азия/Катар                                         | 13.35,30           | Майк Киген Африка/Кения                                            | 13.36,19           | Мэттью Тегенкамп США                                              | 13.36,83           |
| 3000 м с препятствиями              | Саиф Саид Шахин Азия/Катар                                         | 8.19,09 CR         | Пол Кипсили Коэч Африка/Кения                                      | 8.19,37            | Буабделлах Тахри Франция                                          | 8.29,06            |
| 110 м с барьерами (ветер: +0,4 м/с) | Аллен Джонсон США                                                  | 12,96 CR           | Лю Сян Азия/Китай                                                  | 13,03              | Дайрон Роблес Америка/Куба                                        | 13,06              |
| 400 м с барьерами                   | Керрон Клемент США                                                 | 48,12              | Луи ван Зейл Африка/ЮАР                                            | 48,35              | Марек Плавго Европа/Польша                                        | 48,76              |
| Прыжок в высоту                     | Томаш Янку Европа/Чехия                                            | 2,28 м             | Андрей Сильнов Россия                                              | 2,24 м             | Тора Харрис США                                                   | 2,24 м             |
| Прыжок с шестом                     | Стив Хукер Океания/Австралия                                       | 5,80 м             | Даити Савано Азия/Япония                                           | 5,70 м             | Херман Кьяравильо Америка/Аргентина                               | 5,70 м             |
| Прыжок в длину                      | Ирвин Саладино Америка/Панама                                      | 8,26 м (+0,3 м/с)  | Эндрю Хоу Европа/Италия                                            | 8,12 м (+0,6 м/с)  | Мохаммед Аль-Хувалиди Азия/Саудовская Аравия                      | 8,11 м (+1,0 м/с)  |
| Тройной прыжок                      | Уолтер Дэвис США                                                   | 17,54 м (−0,5 м/с) | Жадел Грегорио Америка/Бразилия                                    | 17,41 м (−0,3 м/с) | Мариан Опря Европа/Румыния                                        | 17,05 м (+0,1 м/с) |
| Толкание ядра                       | Ральф Бартельс Европа/Германия                                     | 20,67 м            | Риз Хоффа США                                                      | 20,60 м            | Павел Софьин Россия                                               | 20,45 м            |
| Метание диска                       | Виргилиюс Алекна Европа/Литва                                      | 67,19 м            | Эхсан Хаддади Азия/Иран                                            | 62,60 м            | Иан Уолтц США                                                     | 62,12 м            |
| Метание молота                      | Кодзи Мурофуси Азия/Япония                                         | 82,01 м            | Иван Тихон Европа/Беларусь                                         | 80,00 м            | Илья Коновалов Россия                                             | 77,14 м            |
| Метание копья                       | Андреас Торкильдсен Европа/Норвегия                                | 87,17 м            | Герхардус Пинар Африка/ЮАР                                         | 83,62 м            | Александр Иванов Россия                                           | 81,87 м            |
| Эстафета 4×100 м                    | США · Каарон Конрайт · Уоллас Спирмон · Тайсон Гэй · Джейсон Смутс | 37,59 CR           | Европа Дуэйн Чемберс Дуэйн Грант Марлон Девониш Марк Льюис-Фрэнсис | 38,45              | Азия Наоки Цукахара Синго Суэцугу Синдзи Такахира Сигеюки Кодзима | 38,51              |
| Эстафета 4×400 м                    | США · Джамел Эшли · Деррик Брю · Лашон Мерритт · Дарольд Уильямсон | 3.00,11            | Америка Крис Браун Майкл Блэквуд Карлос Санта Аллен Франсик        | 3.00,14            | Африка Пол Горрис Гари Кикая Янг Ньонгани Малик Луахла            | 3.00,88            |

### Сильнейшие в отдельных видах — женщины
| Дисциплина                          | 1-е место                                                                  | 1-е место             | 2-е место                                                                       | 2-е место          | 3-е место                                                                          | 3-е место          |
| ----------------------------------- | -------------------------------------------------------------------------- | --------------------- | ------------------------------------------------------------------------------- | ------------------ | ---------------------------------------------------------------------------------- | ------------------ |
| 100 м (ветер: +0,1 м/с)             | Шерон Симпсон Америка/Ямайка                                               | 10,97                 | Торри Эдвардс США                                                               | 11,19              | Вида Аним Африка/Гана                                                              | 11,21              |
| 200 м (ветер: −0,2 м/с)             | Саня Ричардс США                                                           | 22,23                 | Ким Геварт Европа/Бельгия                                                       | 22,72              | Вида Аним Африка/Гана                                                              | 22,81              |
| 400 м                               | Саня Ричардс США                                                           | 48,70 AR              | Ваня Стамболова Европа/Болгария                                                 | 50,09              | Новлен Уильямс Америка/Ямайка                                                      | 50,24              |
| 800 м                               | Сулия Калатаюд Америка/Куба                                                | 2.00,06               | Джанет Джепкосгеи Африка/Кения                                                  | 2.00,09            | Ольга Котлярова Россия                                                             | 2.00,84            |
| 1500 м                              | Мариам Юсуф Джамал Азия/Бахрейн                                            | 4.00,84 CR            | Татьяна Томашова Россия                                                         | 4.02,45            | Сара Джеймисон Океания/Австралия                                                   | 4.02,82            |
| 3000 м                              | Тирунеш Дибаба Африка/Эфиопия                                              | 8.33,78 CR            | Лидия Хоецкая Польша                                                            | 8.39,69            | Кара Гучер США                                                                     | 8.41,42            |
| 5000 м                              | Месерет Дефар Африка/Эфиопия                                               | 14.39,11 CR           | Лилия Шобухова Россия                                                           | 15.05,33           | Каёко Фукуси Азия/Япония                                                           | 15.06,69           |
| 3000 м с препятствиями              | Алеся Турова Европа/Беларусь                                               | 9.29,10 CR            | Джеруто Киптум Африка/Кения                                                     | 9.31,44            | Виолетта Яновская Польша                                                           | 9.35,08            |
| 100 м с барьерами (ветер: −0,6 м/с) | Бриджит Фостер-Хилтон Америка/Ямайка                                       | 12,67                 | Сюзанна Каллур Европа/Швеция                                                    | 12,77              | Джинни Кроуфорд США                                                                | 12,90              |
| 400 м с барьерами                   | Юлия Печёнкина Россия                                                      | 53,88                 | Лашинда Димус США                                                               | 54,06              | Анна Есень Польша                                                                  | 54,48              |
| Прыжок в высоту                     | Елена Слесаренко Россия                                                    | 1,97 м                | Тиа Хеллебаут Европа/Бельгия                                                    | 1,97 м             | Эми Экафф США                                                                      | 1,94 м             |
| Прыжок в высоту                     | Елена Слесаренко Россия                                                    | 1,97 м                | Тиа Хеллебаут Европа/Бельгия                                                    | 1,97 м             | Марина Аитова Азия/Казахстан                                                       | 1,94 м             |
| Прыжок с шестом                     | Елена Исинбаева Россия                                                     | 4,60 м CR             | Фабиана Мурер Америка/Бразилия                                                  | 4,55 м             | Гао Шуин Азия/Китай                                                                | 4,50 м             |
| Прыжок в длину                      | Людмила Колчанова Россия                                                   | 6,78 м (+0,4 м/с)     | Найде Гомеш Европа/Португалия                                                   | 6,68 м (+0,3 м/с)  | Хрисопия Деветци Греция                                                            | 6,64 м (−0,1 м/с)  |
| Тройной прыжок                      | Татьяна Лебедева Россия                                                    | 15,13 м (+1,4 м/с) CR | Хрисопия Деветци Греция                                                         | 15,04 м (+0,3 м/с) | Ямиле Алдама Африка/Судан                                                          | 14,78 м (+1,0 м/с) |
| Толкание ядра                       | Валери Вили Океания/Новая Зеландия                                         | 19,87 м               | Ольга Рябинкина Россия                                                          | 19,54 м            | Юмилейди Кумба Америка/Куба                                                        | 19,12 м            |
| Метание диска                       | Франка Дицш Европа/Германия                                                | 66,07 м               | Арета Термонд США                                                               | 61,83 м            | Сун Айминь Азия/Китай                                                              | 61,47 м            |
| Метание молота                      | Камила Сколимовская Польша                                                 | 75,29 м CR            | Татьяна Лысенко Россия                                                          | 74,44 м            | Ипси Морено Америка/Куба                                                           | 73,99 м            |
| Метание копья                       | Штеффи Нериус Европа/Германия                                              | 63,37 м               | Соня Биссет Америка/Куба                                                        | 61,74 м            | Юстин Роббесон Африка/ЮАР                                                          | 61,38 м            |
| Эстафета 4×100 м                    | Америка Элин Бэйли Дебби Фергюсон-Маккензи Сидони Мазерсилль Шерон Симпсон | 42,26                 | Россия · Юлия Гущина · Наталья Русакова · Ирина Хабарова · Екатерина Григорьева | 42,36              | Африка Эне Франка Идоко Эндуранс Оджоколо Эстер Данква Вида Аним                   | 43,61              |
| Эстафета 4×400 м                    | Америка Шерика Уильямс Тоник Дарлинг Кристин Амертил Новлен Уильямс        | 3.19,84               | США · Диди Троттер · Моника Хендерсон · Мушами Робинсон · Лашинда Димус         | 3.20,69            | Россия · Светлана Поспелова · Ольга Котлярова · Юлия Печёнкина · Татьяна Вешкурова | 3.21,21            |